# Macrothele yaginumai
Macrothele yaginumai is een spinnensoort uit de familie Macrothelidae. De soort komt voor in Riukiu-eilanden.